# Gun (jeu vidéo)
Pour les articles homonymes, voir Gun.
Gun est un jeu vidéo d'action développé par Neversoft et édité par Activision en novembre 2005 sur PlayStation 2, GameCube, Windows, Xbox et Xbox 360. Le jeu a été édité sur PlayStation Portable en 2006. L'action se déroule au début des années 1880 au Far West, dans le contexte de la Conquête de l'Ouest. Le jeu est en distribution depuis octobre 2006 sur la plate-forme de téléchargement Steam.

## Synopsis
L'histoire se passe en 1880. Colton White vit avec son père Ned près de Dodge City. Alors qu'ils sont tous deux sur un bateau, le navire est attaqué et Ned avant de mourir révèle à Colton qu'il n'est pas son vrai père... En quête de vengeance, Colton recherchera les meurtriers de Ned et verra que son destin est lié à un trésor espagnol depuis longtemps disparu. Les meurtriers du vieux Ned sont également à la recherche du trésor.

## Distribution

### Voix originales
Sauf indication contraire, les informations mentionnées dans cette section peuvent être confirmées par la base de données cinématographiques IMDb,  présente dans la section « Liens externes ».
- Thomas Jane : Colton White
- Lance Henriksen : Thomas MacGruder
- Brad Dourif : révérend Reed
- Ron Perlman : maire Hoodoo Brown
- Tom Skerritt : Clay Allison
- Kris Kristofferson : Ned White
- Eric Schweig : Many Wounds et Fights-At-Dawn
- Jay Tavare :  Stone Hand et Amérindien 2
- Myrton Running Wolf : Amérindien 1
- Kath Soucie : Jenny
- Dave Wittenberg : Soapy Jennings
- James M. Connor : Campbell
- Marc Graue : Hollister
- Bryce Johnson : Port
- Frank Collison : Honest Tom
- Wade Williams : Rudabaugh
- John Getz : Webb
- Armando Valdes Kennedy : Chavez y Chavez
- Stephen Stanton : barman de l'Alhambra
- Andrew Kishino : voix additionnelles
- Nolan North : opérateur du ferry
- Nicholas Guest (en) : commerçant
- J. Grant Albretch : Marshall Fédéral/député Bob the Blade
- Robin Atkin Downes : Hootie/Fat Sam
- Phil Proctor : Patrick Denton
- Dwight Schultz : Hetch the Rancher
- Fred Tatasciore : Crude
- Vanessa Marshall : femme de l'exploitant agricole
- Cathy Cavadini : Sadie

### Voix françaises
- Axel Kiener : Colton White
- Patrick Messe : Thomas MacGruder
- Frederick Van Dreesch : Reverend Reed